# Kerstin Gavander
Kerstin Gavander (født i 1969) er en svensk lærerinde og forfatterinde. Hun har bl.a. skrevet bogserien om en pige kaldet Loppen (Første del hedder Loppen og Isprinsessen).

## Udvalgt bibliografi
- 2003 - Loppan och Isprinsessan (Loppen og Isprinsessen) ISBN 87-626-0107-5
- 2004 - Loppan och Ceasar (Loppen og Cæsar) ISBN 978-87-626-0140-6
- 2006 - Loppan plus minus Steven (Loppen plus minus Steven) ISBN 978-87-626-0440-7

## Eksterne links
- Kerstin Gavanders hjemmeside